# Max Wünsche

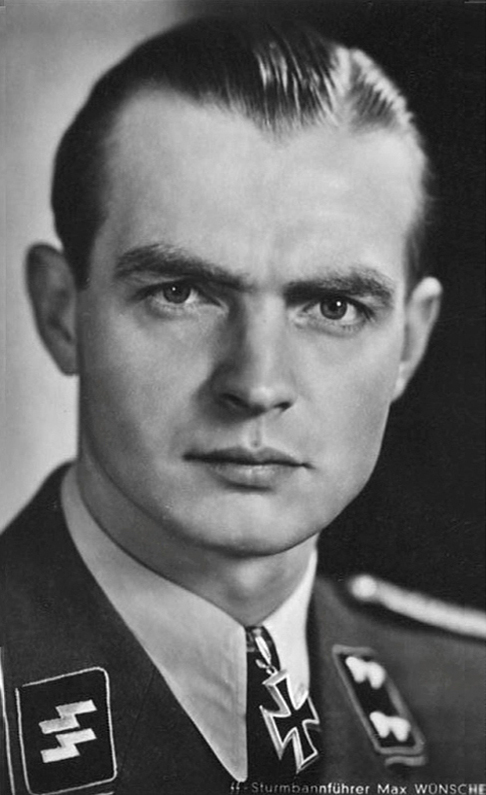
Max Wünsche (1943)

Max Wünsche (* 20. April 1914 in Kittlitz; † 17. April 1995 in München) war ein deutscher SS-Standartenführer, Kommandeur eines Panzerregiments der Waffen-SS und Träger des Eichenlaubs zum Ritterkreuz des Eisernen Kreuzes.

## Leben

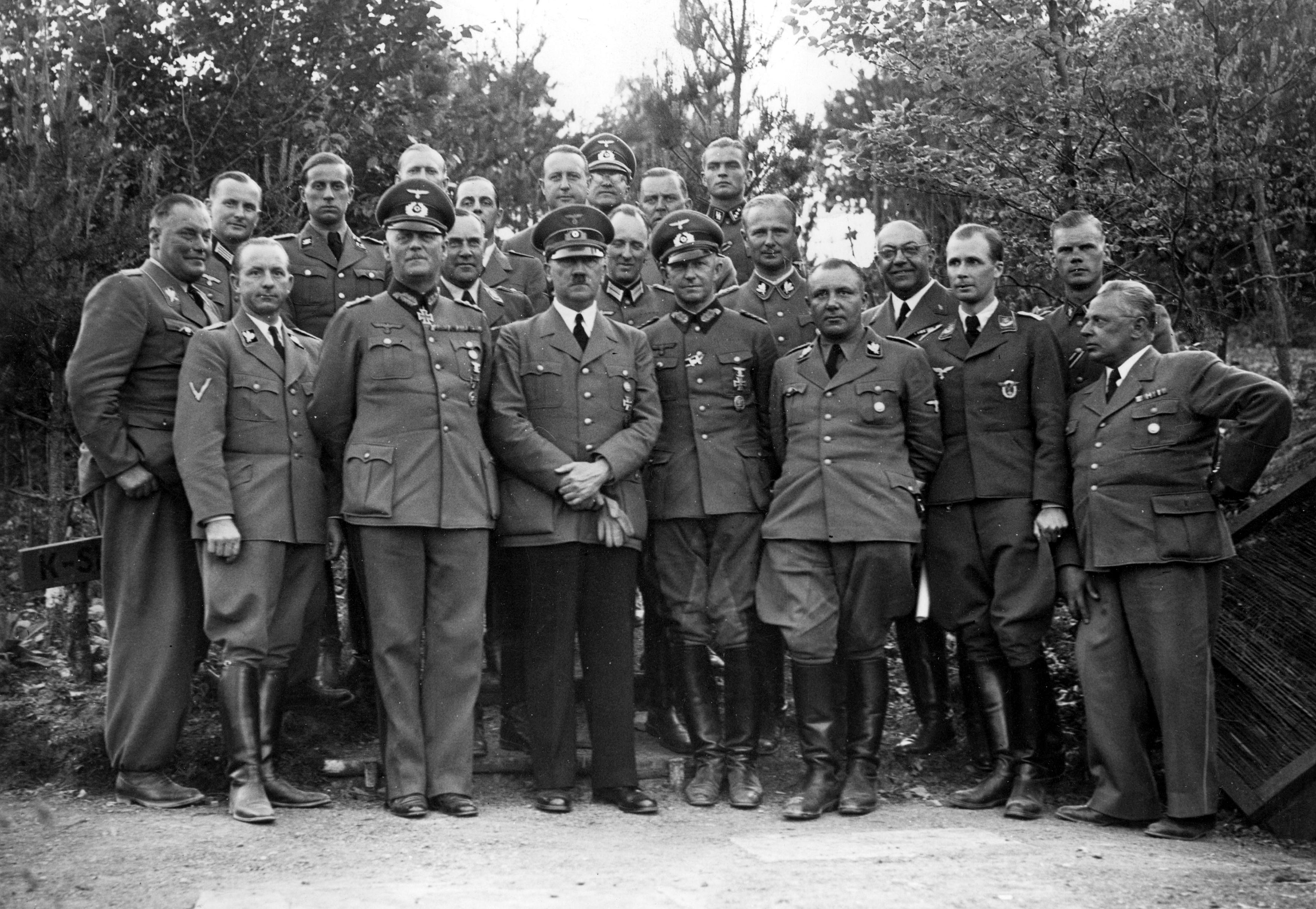
Max Wünsche, letzte Reihe, ganz rechts, im Stab von Adolf Hitler im Juni 1940 vermutlich in Eselsberg in Bad Münstereifel-Rodert, in der Nähe des „K-Standes“ des Führerhauptquartiers Felsennest

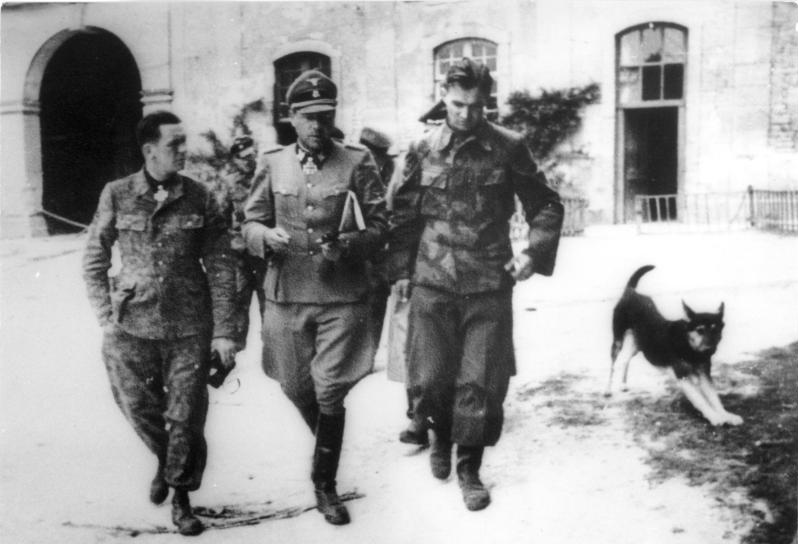
Kurt Meyer, Fritz Witt und Max Wünsche (v.l.), 1944 im Kloster Ardenne bei Caen

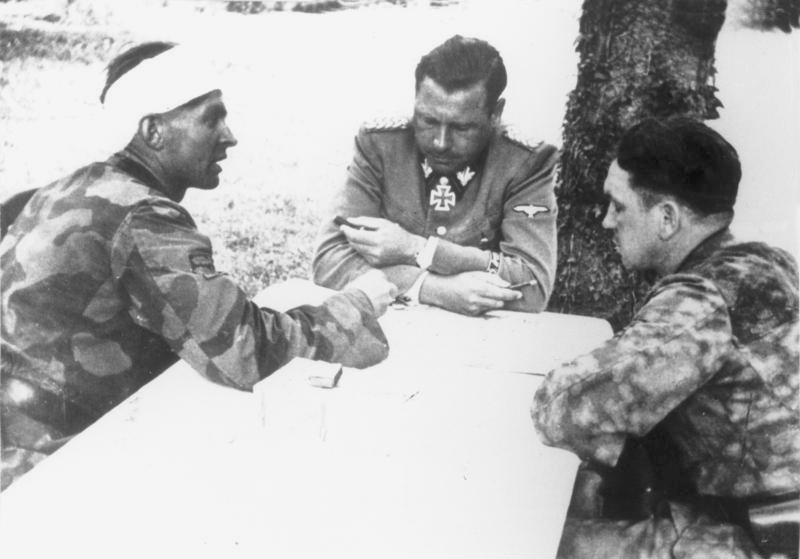
Divisionskommandeur Fritz Witt (Mitte) bei Beratungen mit den Regimentskommandeuren Max Wünsche (mit Kopfverband) und Kurt Meyer an der französischen Front (1944)

Wünsche war Sohn eines Gärtners. Nach Besuch der Oberschule in Bautzen, die er nach bestandener Untertertia verließ, erlernte er landwirtschaftliche Buchführung und Steuerberatung beim Reichslandbund in Löbau und besuchte die Handelsschule. 1931 trat er eine Stelle in der Verwaltung eines Rittergutes an. 1933 war er Abteilungsleiter in der Buchführungs- und Steuerberatungsstelle des Reichslandbundes in Königsberg.
Am 10. August 1933 trat er der Königsberger 18. SS-Standarte bei (SS-Nummer 153.508). Ab 1. Juni 1934 war er Geländesportlehrer an der SS-Sportschule in Wolfenbüttel. Nach Absolvierung des Führeranwärterlehrgangs der Leibstandarte SS Adolf Hitler (LAH) in Jüterbog und der SS-Junkerschule Tölz kam er als SS-Standartenoberjunker im April 1936 zur Leibstandarte. Am 20. April 1936 erfolgte seine Beförderung zum SS-Untersturmführer. Anfangs fand er als Zugführer in der 9. Kompanie der Leibstandarte und ab März 1937 im Panzerspähzug Verwendung. Nach seiner Beförderung zum SS-Obersturmführer erfolgte am 1. Oktober 1938 seine Versetzung als Ordonnanzoffizier bei Adolf Hitler. Er war Mitglied der NSDAP (Mitgliedsnummer 5.508.247).
Während des Zweiten Weltkriegs wurde Wünsche im Januar 1940 zur 15. Kradschützenkompanie der LAH versetzt, mit der er unter dem damaligen SS-Hauptsturmführer Kurt Meyer am Westfeldzug teilnahm, beide Eisernen Kreuze erhielt und zum SS-Hauptsturmführer befördert wurde. Nachdem er nochmals für kurze Zeit ins Führerhauptquartier zurückgekehrt war, holte ihn Sepp Dietrich im Dezember 1940 als Adjutant in den Stab der Leibstandarte. In dieser Dienststellung nahm Wünsche 1941 am Balkan- und am Russlandfeldzug teil.
Als die Panzerabteilung der LAH aufgestellt wurde, übernahm Wünsche im Februar 1942 deren Sturmgeschützabteilung. Danach nahm er am 6. Generalstabslehrgang an der Kriegsschule Berlin teil. Im Herbst 1942 kehrte er zur LAH als SS-Sturmbannführer zurück und übernahm die neue I. Abteilung des Panzerregiments. Bei den Kämpfen um Charkow im Februar 1943 bewährte er sich mit seiner Truppe bei der Zerschlagung des sowjetischen VI. Garde-Kavallerie-Korps. Am 14. Februar 1943 gelang Wünsche der Durchbruch nach Alexejewka, wo Kurt Meyer eingekesselt war. Am 25. Februar 1943 erhielt Wünsche dafür das Deutsche Kreuz in Gold, führte am gleichen Tag einen Panzervorstoß nach Norden und vernichtete eine starke sowjetische Kampfgruppe, die den Südflügel seiner Division bedrohte. Hierfür erhielt er, nur drei Tage nach seiner letzten Auszeichnung, am 28. Februar 1943 das Ritterkreuz des Eisernen Kreuzes. Auch an den weiteren Kämpfen, die am 14. März 1943 zur Rückeroberung von Charkow führten, war Wünsche beteiligt.
Am 24. Juni 1943 wurde Wünsche mit der Aufstellung des Panzerregiments der neuen 12. SS-Panzer-Division „Hitlerjugend“ beauftragt und zum Regimentskommandeur ernannt. Im Sommer 1943 absolvierte er einen Regimentsführerlehrgang an der Panzertruppenschule Wünsdorf. Anfangs in Mailly-le-Camp (Frankreich), danach bei Hasselt (Belgien) und später wieder in Frankreich vollzog sich die Aufstellung und Ausbildung des Regiments, das in seiner Masse aus jungen Kriegsfreiwilligen der Hitlerjugend bestand. Am 30. Januar 1944 wurde Wünsche zum SS-Obersturmbannführer befördert. Sein Regiment kam bei Authie zum ersten Kampfeinsatz. Am 28. und 29. Juni 1944 verhinderte es die Bildung eines feindlichen Brückenkopfes über die Orne bei Amayé-sur-Seulles und Saint-André-sur-Orne. Für die Leistungen seines Regiments erhielt Wünsche am 11. August 1944 das Eichenlaub zum Ritterkreuz des Eisernen Kreuzes.
Wünsche, inzwischen SS-Standartenführer, geriet am 25. August 1944, als er mit zwei weiteren SS-Offizieren aus dem Kessel von Falaise zu entkommen versuchte, mit einer Wadenverwundung in britische Kriegsgefangenschaft. 1948 beantragte er erfolgreich seine Repatriierung. Der britische Lagerkommandant bescheinigte ihm gute Führung und den Willen, aus der Vergangenheit lernen zu wollen. Unbehelligt von den Untersuchungen über die Kriegsverbrechen an der Ostfront und in der Normandie, ging er nach Österreich zu seiner Frau, einer ehemaligen BDM-Führerin im Gau Oberbayern.
Wünsche hatte Ingeborg Piwitz 1944 geheiratet. Aus der Ehe gingen fünf Söhne hervor. Als Geschäftsführer einer Industriefirma in Wuppertal kam er zu Wohlstand. Er starb am 17. April 1995 in München, wo er auf dem Nordfriedhof bestattet ist.

### Verantwortung für Kriegsverbrechen
Max Wünsche konnte als führendem Mitglied der SS-Division „Hitlerjugend“ nach dem Zweiten Weltkrieg in Gerichtsprozessen keine persönliche Verstrickung in Kriegsverbrechen nachgewiesen werden. Historiker wie Jan Erik Schulte betonen jedoch, dass diese juristische Perspektive die historische Verantwortung nicht ausschließt. Wünsche führte das Panzerregiment 12, dessen Mitglieder nachweislich an der Erschießung von 156 kanadischen Kriegsgefangenen bei Caen im Juni 1944 beteiligt waren. Historiker Jens Westemeier beschreibt zudem die besondere Grausamkeit dieser Verbrechen. Als Kommandeur trug Wünsche zumindest indirekt Verantwortung und war nachweislich über solche Verbrechen informiert, ohne dagegen einzuschreiten.

## Auszeichnungen (Auswahl)
- Ehrenwinkel der Alten Kämpfer (Februar 1934)[2]
- SS-Ehrendegen (Dezember 1937)[2]
- SS-Ehrenring (Dezember 1937)[2]
- Ritterkreuz des Ordens der Krone von Rumänien (16. Juli 1942)[2]
- Deutsches Kreuz in Gold (25. Februar 1943)[2]
- Verwundetenabzeichen 1939 in Silber (11. Juni 1944)[2]
- Ritterkreuz mit Eichenlaub (11. August 1944)[2]